# Tilde vertical
Le tilde vertical ‹ ⸯ › est un signe diacritique de l’alphabet latin utilisé comme signe abréviatif pour re ou er au Moyen Âge ou de l’alphabet cyrillique utilisé en slavon d’église ou encore en polonais écrit avec l’alphabet cyrillique au XIXe siècle.

## Utilisation
Dans l’alphabet latin, le tilde vertical a été utilisé au Moyen Âge comme signe abréviatif pour er ou re, parfois avec la forme de zigzag en chef ‹ ◌͛ ›. Il a aussi été utilisé en moyen français pour er, re, ier, ieur', par exemple : donn̾ pour donner, aut̾s pour autres, prem̾ pour premier, port̾ pour porteur (parfois aussi alternativement avec le tilde ‹ ◌̃ ›).
En slavon d’église le tilde vertical ou yerik, utilisé comme le payerok ‹ ꙿ ›, remplaçant un yer omis ou pour indiquer que des consonnes appartiennent à différentes syllabes.
Au XIXe siècle, le tilde vertical a notamment été utilisé dans l’écriture du polonais, après la défaite de l’Insurrection de Janvier 1863 et l’interdiction de publier avec les lettres latines dans les documents officiels de 1864 à 1904.
L’adaptation de l’écriture civile a utilisé le kha tilde vertical ‹ х̾ › comme équivalent à la lettre latine ‹ h ›.